# Lothar Thoms
Lothar Thoms (ur. 18 maja 1956 w Guben, zm. 5 listopada 2017 w Forst) – niemiecki kolarz torowy, mistrz olimpijski oraz sześciokrotny medalista mistrzostw świata.

## Kariera
Pierwszy międzynarodowy sukces w karierze Lothar Thoms osiągnął w 1977 roku, kiedy zdobył złoty medal w wyścigu na 1 km podczas mistrzostw świata w San Cristóbal. Wyczyn ten powtórzył jeszcze trzykrotnie: na mistrzostwach w Monachium (1978), mistrzostwach w Amsterdamie (1979) i mistrzostwach w Brnie (1981). W międzyczasie zwyciężył w tej konkurencji również na rozgrywanych w 1980 roku igrzyskach olimpijskich w Moskwie, gdzie bezpośrednio wyprzedził Aleksandra Panfiłowa z ZSRR oraz Jamajczyka Davida Wellera. Thoms zdobył jeszcze w tej konkurencji srebrny medal na mistrzostwach świata w Leicester w 1982 roku, przegrywając tylko z Fredym Schmidtke z RFN, a rok później, podczas mistrzostw świata w Zurychu był trzeci za Siergiejem Kopyłowem z ZSRR i Gerhardem Schellerem z RFN. Wielokrotnie zdobywał medale torowych mistrzostw kraju, w tym trzy złote: w 1977, 1978 i 1983 roku zwyciężał w swej koronnej konkurencji.